# Malthus' lov
Malthus' lov er en af de simpleste modeller for populationsvækst og opkaldt efter Thomas Malthus. Ifølge loven vokser populationer eksponentielt.

## Loven
Modellen kan skrives som:
{\displaystyle {\frac {dN}{dt}}=\alpha N}
hvor {\displaystyle N} er populationens størrelse, {\displaystyle t} er tid, og {\displaystyle \alpha } er en konstant vækstrate. Hvis populationen til tiden 0 har størrelsen {\displaystyle N_{0}}, er løsningen:
{\displaystyle N(t)=N_{0}e^{\alpha t}}
Denne form er kontinuer og dækker derfor kun tilfælde, hvor populationen er stor og generationstiden er kort. For små populationer med lange generationstider kan den diskrete version benyttes:
{\displaystyle N_{t+1}=\lambda N_{t}}
hvor {\displaystyle \lambda } er en konstant.

## Udledning
Modellen bygger på en antagelse om, at der altid er en given procentdel {\displaystyle a} af populationen, der formerer sig og en procentdel {\displaystyle b}, der dør. Effektivt vokser populationen derved med procentdelen {\displaystyle \alpha }:
{\displaystyle \alpha =a-b}
Den totale ændring per tid er derfor proportional med populationsstørrelsen:
{\displaystyle {\frac {dN}{dt}}=\alpha N}
Dette er en differentialligning.